# Branchville (Alabama)
Branchville – miasto w Stanach Zjednoczonych, w stanie Alabama, w hrabstwie St. Clair.